# Krickenbach
Krickenbach település Németországban, Rajna-vidék-Pfalz tartományban. Lakosainak száma 1189 fő (2023. december 31.).

## Népesség

Krickenbach panorámája: bal oldalon az egyik új fejlesztési terület (Kirschhügel), középen a falu központja, jobb oldalon a másik új fejlesztési terület (Kleehügel)

A település népességének változása:
| Lakosok száma | 1005 | 1164 | 1153 | 1181 | 1191 | 1189 |
|               | 1975 | 2017 | 2019 | 2021 | 2022 | 2023 |